# 苏昌臣
苏昌臣，辽阳人，是一名清朝政治人物。
苏昌臣曾于康熙十九年接替卞永誉任兴化府知府一职，康熙二十七年由危际泰接任。